# Hassa
Hassa là một huyện thuộc tỉnh Hatay, Thổ Nhĩ Kỳ. Huyện có diện tích 514 km² và dân số thời điểm năm 2007 là 54020 người, mật độ 105 người/km².